# Авогадров закон
Авогадров закон је један од основних гасних али и хемијских закона. По њему се у једнаким запреминама различитих гасова под истим условима (иста температура и притисак) налази једнак број молекула.
Дао га је италијански хемичар Амедео Авогадро 1811. године мада је тада био на нивоу хипотезе и крајње визионарски јер је коначни доказ исправности Авогадрове претпоставке дала (деценијама касније) кинетичка теорија гасова.
Из закона произлази да је број молекула у одређеној запремини гаса независан од величине или масе молекула тог гаса.
Изузетак су једино племенити гасови који се не могу налазити у молекулском облику већ се код њих ради о једнаком броју атома.
У хемији, суштински је битно, а произилази из моларне запремине гаса и Авогадровог броја да је (при нормалним условима):
1 mol гаса = 22,4 dm³ гаса = 6,022×1023 молекула гаса
Исправност Авогадровог закона има велике импликације и у физици (универзална гасна константа идеалног гаса је иста за све гасове).